# 보르네오땃쥐
보르네오땃쥐(Crocidura foetida)는 땃쥐과에 속하는 포유류의 일종이다. 보르네오섬에서만 발견되며, 섬 대부분 지역에 걸쳐 서식한다. 브루나이에서는 서식할 수도 있고, 그렇지 않을 수도 있다.